# Корромбль
Корро́мбль (фр. Corrombles) — коммуна во Франции, находится в регионе Бургундия. Департамент коммуны — Кот-д’Ор. Входит в состав кантона Семюр-ан-Осуа. Округ коммуны — Монбар.
Код INSEE коммуны — 21198.

## Население
Население коммуны на 2010 год составляло 239 человек.
| 1962 | 1968 | 1975 | 1982 | 1990 | 1999 | 2010 |
| ---- | ---- | ---- | ---- | ---- | ---- | ---- |
| 263  | 270  | 239  | 200  | 201  | 201  | 239  |

## Экономика
В 2010 году среди 126 человек трудоспособного возраста (15—64 лет) 106 были экономически активными, 20 — неактивными (показатель активности — 84,1 %, в 1999 году было 69,3 %). Из 106 активных жителей работали 101 человек (61 мужчина и 40 женщин), безработных было 5 (0 мужчин и 5 женщин). Среди 20 неактивных 4 человека были учениками или студентами, 13 — пенсионерами, 3 были неактивными по другим причинам.